# Orba Co
Orba Co (kinesiska: 窝尔巴错) är en sjö i Kina. Den ligger i den autonoma regionen Tibet, i den sydvästra delen av landet, omkring 1 100 kilometer nordväst om regionhuvudstaden Lhasa. Orba Co ligger 5 194 meter över havet. Arean är 92 kvadratkilometer. Trakten runt Orba Co är ofruktbar med lite eller ingen växtlighet. Den sträcker sig 16,9 kilometer i nord-sydlig riktning, och 10,4 kilometer i öst-västlig riktning.
Genomsnittlig årsnederbörd är 195 millimeter. Den regnigaste månaden är augusti, med i genomsnitt 62 mm nederbörd, och den torraste är november, med 1 mm nederbörd.